# Namdschilyn Bajarsaichan
Namdschilyn Bajarsaichan (mongolisch Намжилын Баярсайхан; * 10. August 1965 in der Provinz Dsawchan) ist ein ehemaliger mongolischer Boxer. Bajarsaichan war Asienmeister 1987 und 1989 und Bronzemedaillengewinner der Olympischen Spiele 1992.

## Karriere
Im Juniorenbereich (U19) war Bajarsaichan Federgewichtsmeister des Ostblocks (-57 kg).
Nach Siegen 1985 bei den Polizeimeisterschaften des Ostblocks und 1986 bei den Militärmeisterschaften des Ostblocks wurde er 1987 Asienmeister im Leichtgewicht (-60 kg). 1989 nahm Bajarsaichan an den Weltmeisterschaften teil, schied jedoch im Viertelfinale gegen den späteren Weltmeister Julio Gonzalez, Kuba (26:4), aus, jedoch gewann er im selben Jahr wieder die Asienmeisterschaften.
1991 nahm er wieder an den Weltmeisterschaften teil, scheiterte aber auch diesmal im Viertelfinale an Vasile Nistor. Mit dieser Platzierung qualifizierte er sich jedoch auch für die Olympischen Spiele 1992, bei denen er nach Siegen über Mauricio Avila, Guatemala (15:0), und Haji Ally Matumla, Tansania (9:6), im Halbfinale aufgrund einer Verletzung gegen Marco Rudolph, Deutschland (w.o.) ausschied und damit die olympische Bronzemedaille gewann.